# Pyinsarupa

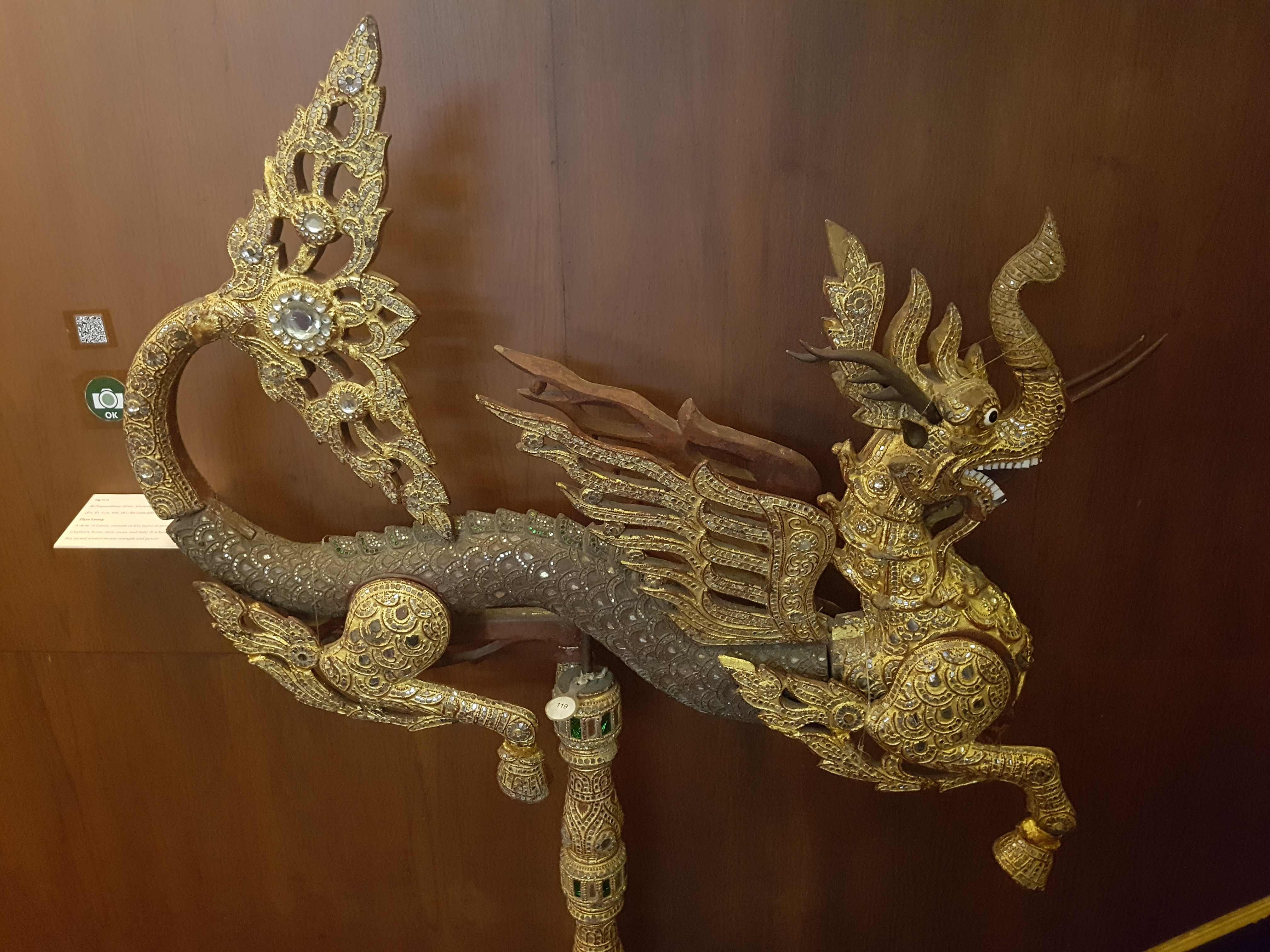
Representación Lanna del pyinsarupa en Wat Phra Kaew, Chiang Rai.

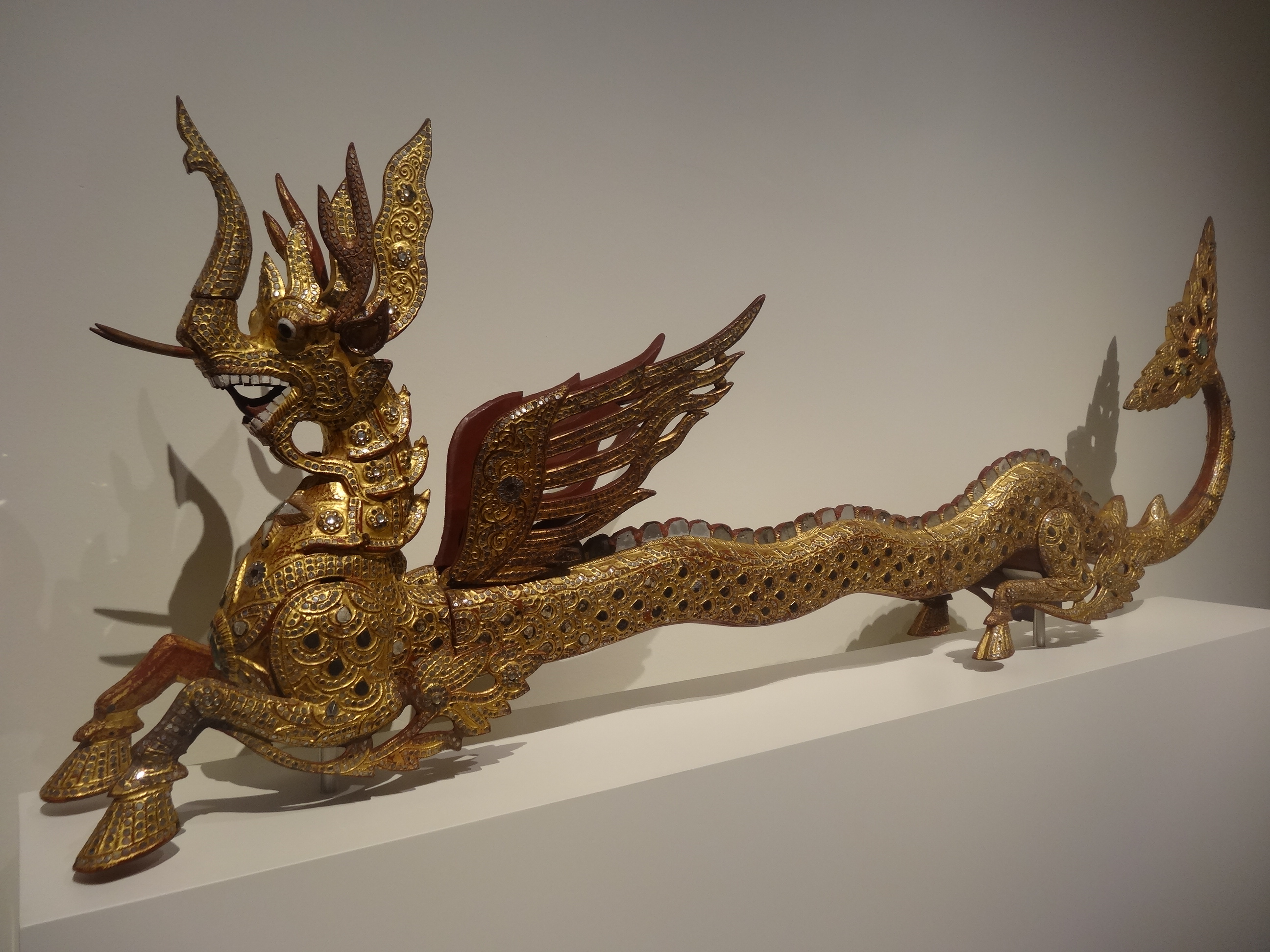
Representación birmana de la pyinsarupa.

Pyinsarupa (en birmano: ပဉ္စရူပ, /pjɪ̀ɴsa̰ jùpa̰/, también escrito pyinsa rupa; en pali: pañcarūpa, lit. "cinco formas"), también denominado phaya luang (en tailandés: พญาหลวง), es un animal quimérico suma de la combinación de elefante, toro, caballo, carpa y tonaya (un animal mítico con cuernos), o alternativamente león, elefante, búfalo, carpa y hamsa. El pyinsarupa comúnmente es representado en las orquestas birmanas tradicionales hsaing waing, y es el logotipo de la aerolíneas de Myanmar, Myanmar Airways International.